# Élections cantonales de 2004 en Martinique
Les élections cantonales ont eu lieu les 21 et 28 mars 2004.
Lors de ces élections, 23 des 45 cantons de la Martinique ont été renouvelés. Elles ont vu la reconduction de la majorité PPR dirigée par Claude Lise, président du conseil général depuis 1992.

## Résultats à l’échelle du département
Répartition départementale des résultats (2e tour).
- EXG (4,07 %)
- DVG (69,27 %)
- Régionalistes (6,89 %)
- UMP (8,17 %)
- UDF (1,71 %)
- DVD (9,88 %)

| Étiquette      | Étiquette                          | Premier tour | Premier tour | Second tour | Second tour | Sièges |
| Étiquette      | Étiquette                          | Voix         | %            | Voix        | %           | Sièges |
| -------------- | ---------------------------------- | ------------ | ------------ | ----------- | ----------- | ------ |
|                | Divers gauche                      | 36 551       | 52,74        | 22 014      | 69,27       | 15     |
|                | Parti socialiste                   | 5 042        | 7,27         |             |             |        |
|                | Extrême gauche                     | 1 052        | 1,52         | 1 295       | 4,07        | 0      |
| Gauche         | Gauche                             | 42 645       | 61,53        | 23 309      | 72,34       | 15     |
|                |                                    |              |              |             |             |        |
|                | Divers droite                      | 11 552       | 16,67        | 3 141       | 9,88        | 0      |
|                | Union pour un mouvement populaire  | 6 035        | 8,71         | 2 598       | 8,17        | 3      |
|                | Union pour la démocratie française | 485          | 0,70         | 543         | 1,71        | 0      |
| Droite         | Droite                             | 18 072       | 26,08        | 6 282       | 19,76       | 3      |
|                |                                    |              |              |             |             |        |
|                | Régionalistes                      | 8 592        | 12,40        | 2 190       | 6,89        | 3      |
|                |                                    |              |              |             |             |        |
| Inscrits       | Inscrits                           | 151 004      | 100,00       | 63 323      | 100,00      |        |
| Abstention     | Abstention                         | 74 556       | 49,37        | 28 790      | 45,47       |        |
| Votants        | Votants                            | 76 448       | 50,63        | 34 533      | 54,53       |        |
| Blancs et nuls | Blancs et nuls                     | 7 139        | 9,34         | 2 752       | 7,97        |        |
| Exprimés       | Exprimés                           | 69 309       | 90,66        | 31 781      | 92,03       |        |

## Résultats par canton

### Canton de Ducos
| Candidats      | Candidats             | Étiquette      | Premier tour | Premier tour |
| Candidats      | Candidats             | Étiquette      | Voix         | %            |
| -------------- | --------------------- | -------------- | ------------ | ------------ |
|                | Charles-André Mence*  | DVG            | 2 956        | 62,51        |
|                | Philippe Petit        | DVG            | 921          | 19,48        |
|                | Élie Lucien Cilla     | DVG            | 662          | 14,00        |
|                | Alphonse Christ Cayol | DVD            | 190          | 4,02         |
|                |                       |                |              |              |
| Inscrits       | Inscrits              | Inscrits       | 9 637        | 100,00       |
| Abstention     | Abstention            | Abstention     | 4 511        | 46,81        |
| Votants        | Votants               | Votants        | 5 126        | 53,19        |
| Blancs et nuls | Blancs et nuls        | Blancs et nuls | 397          | 7,74         |
| Exprimés       | Exprimés              | Exprimés       | 4 729        | 92,26        |

*sortant

### Canton de Fort-de-France-3
| Candidats      | Candidats            | Étiquette      | Premier tour | Premier tour | Second tour | Second tour |
| Candidats      | Candidats            | Étiquette      | Voix         | %            | Voix        | %           |
| -------------- | -------------------- | -------------- | ------------ | ------------ | ----------- | ----------- |
|                | Johnny Michel Hajjar | DVG            | 700          | 51,97        | 983         | 64,42       |
|                | Miguel Laventure*    | UDF            | 485          | 36,01        | 543         | 35,58       |
|                | Marie-Line Lesdema   | REG            | 162          | 12,03        |             |             |
|                |                      |                |              |              |             |             |
| Inscrits       | Inscrits             | Inscrits       | 3 666        | 100,00       | 3 666       | 100,00      |
| Abstention     | Abstention           | Abstention     | 2 262        | 61,70        | 2 074       | 56,57       |
| Votants        | Votants              | Votants        | 1 404        | 38,30        | 1 592       | 43,43       |
| Blancs et nuls | Blancs et nuls       | Blancs et nuls | 57           | 4,06         | 66          | 4,15        |
| Exprimés       | Exprimés             | Exprimés       | 1 347        | 95,94        | 1 526       | 95,85       |

*sortant

### Canton de Fort-de-France-4
| Candidats      | Candidats                    | Étiquette      | Premier tour | Premier tour | Second tour | Second tour |
| Candidats      | Candidats                    | Étiquette      | Voix         | %            | Voix        | %           |
| -------------- | ---------------------------- | -------------- | ------------ | ------------ | ----------- | ----------- |
|                | Renaud Jouye De Grandmaison* | DVG            | 924          | 51,25        | 1 034       | 49,74       |
|                | Noé Jean Malouda             | REG            | 405          | 22,46        | 1 045       | 50,26       |
|                | Jocelyne Raoule Dalmat       | REG            | 245          | 13,59        |             |             |
|                | Claude Serge Merlini         | DVD            | 125          | 6,93         |             |             |
|                | Gustave Patrice Montout      | UMP            | 57           | 3,16         |             |             |
|                | Guy Gulliver                 | DVD            | 47           | 2,61         |             |             |
|                |                              |                |              |              |             |             |
| Inscrits       | Inscrits                     | Inscrits       | 4 916        | 100,00       | 4 916       | 100,00      |
| Abstention     | Abstention                   | Abstention     | 2 936        | 59,72        | 2 627       | 53,44       |
| Votants        | Votants                      | Votants        | 1 980        | 40,28        | 2 289       | 46,56       |
| Blancs et nuls | Blancs et nuls               | Blancs et nuls | 177          | 8,94         | 210         | 9,17        |
| Exprimés       | Exprimés                     | Exprimés       | 1 803        | 91,06        | 2 079       | 90,83       |

*sortant

### Canton de Fort-de-France-6
| Candidats      | Candidats            | Étiquette      | Premier tour | Premier tour |
| Candidats      | Candidats            | Étiquette      | Voix         | %            |
| -------------- | -------------------- | -------------- | ------------ | ------------ |
|                | Catherine Conconne   | DVG            | 2 272        | 67,74        |
|                | Arthur Labat         | REG            | 617          | 18,40        |
|                | Harry Omer Bauchaint | DVG            | 236          | 7,04         |
|                | Huguette Jean-Joseph | UMP            | 229          | 6,83         |
|                |                      |                |              |              |
| Inscrits       | Inscrits             | Inscrits       | 8 385        | 100,00       |
| Abstention     | Abstention           | Abstention     | 4 610        | 54,98        |
| Votants        | Votants              | Votants        | 3 775        | 45,02        |
| Blancs et nuls | Blancs et nuls       | Blancs et nuls | 421          | 11,15        |
| Exprimés       | Exprimés             | Exprimés       | 3 354        | 88,85        |

### Canton de Fort-de-France-8
| Candidats      | Candidats                  | Étiquette      | Premier tour | Premier tour | Second tour | Second tour |
| Candidats      | Candidats                  | Étiquette      | Voix         | %            | Voix        | %           |
| -------------- | -------------------------- | -------------- | ------------ | ------------ | ----------- | ----------- |
|                | Geneviève Prosp Chanteur   | DVG            | 1 754        | 54,27        | 2 591       | 69,35       |
|                | Philippe Criart            | REG            | 655          | 20,27        | 1 145       | 30,65       |
|                | Marie Jeanne Fr Jeanville  | DVG            | 301          | 9,31         |             |             |
|                | Christian Julians          | DVG            | 202          | 6,25         |             |             |
|                | Roland Mathias Monnerville | DVD            | 180          | 5,57         |             |             |
|                | Raymond Joseph Sainte-Rose | DVG            | 140          | 4,33         |             |             |
|                |                            |                |              |              |             |             |
| Inscrits       | Inscrits                   | Inscrits       | 8 784        | 100,00       | 9 784       | 100,00      |
| Abstention     | Abstention                 | Abstention     | 5 002        | 56,94        | 5 604       | 57,28       |
| Votants        | Votants                    | Votants        | 3 782        | 43,06        | 4 180       | 42,72       |
| Blancs et nuls | Blancs et nuls             | Blancs et nuls | 550          | 14,54        | 444         | 10,62       |
| Exprimés       | Exprimés                   | Exprimés       | 3 232        | 85,46        | 3 736       | 89,38       |

### Canton de Fort-de-France-9
| Candidats      | Candidats                  | Étiquette      | Premier tour | Premier tour | Second tour | Second tour |
| Candidats      | Candidats                  | Étiquette      | Voix         | %            | Voix        | %           |
| -------------- | -------------------------- | -------------- | ------------ | ------------ | ----------- | ----------- |
|                | Yves André Joseph*         | DVG            | 1 482        | 54,31        | 1 897       | 59,43       |
|                | George Colette Arnauld     | EXG            | 754          | 27,63        | 1 295       | 40,57       |
|                | Marie-Gabrielle Marguerite | DVD            | 313          | 11,47        |             |             |
|                | Bernadette Osenat          | DVD            | 180          | 6,60         |             |             |
|                |                            |                |              |              |             |             |
| Inscrits       | Inscrits                   | Inscrits       | 6 723        | 100,00       | 6 723       | 100,00      |
| Abstention     | Abstention                 | Abstention     | 3 636        | 54,08        | 3 213       | 47,79       |
| Votants        | Votants                    | Votants        | 3 087        | 45,92        | 3 510       | 52,21       |
| Blancs et nuls | Blancs et nuls             | Blancs et nuls | 358          | 11,60        | 318         | 9,06        |
| Exprimés       | Exprimés                   | Exprimés       | 2 729        | 88,40        | 3 192       | 90,94       |

*sortant

### Canton du François-2-Sud
| Candidats      | Candidats              | Étiquette      | Premier tour | Premier tour |
| Candidats      | Candidats              | Étiquette      | Voix         | %            |
| -------------- | ---------------------- | -------------- | ------------ | ------------ |
|                | Alban Maurice Antiste* | DVG            | 2 227        | 74,23        |
|                | Patrice Jean Holo      | DVD            | 773          | 25,77        |
|                |                        |                |              |              |
| Inscrits       | Inscrits               | Inscrits       | 6 820        | 100,00       |
| Abstention     | Abstention             | Abstention     | 3 405        | 49,93        |
| Votants        | Votants                | Votants        | 3 415        | 50,07        |
| Blancs et nuls | Blancs et nuls         | Blancs et nuls | 415          | 12,15        |
| Exprimés       | Exprimés               | Exprimés       | 3 000        | 87,85        |

*sortant

### Canton du Lamentin-2-Nord
| Candidats      | Candidats              | Étiquette      | Premier tour | Premier tour |
| Candidats      | Candidats              | Étiquette      | Voix         | %            |
| -------------- | ---------------------- | -------------- | ------------ | ------------ |
|                | Claire Tunorfe*        | DVG            | 2 776        | 81,15        |
|                | Joachim Sylvère Marlin | DVD            | 645          | 18,85        |
|                |                        |                |              |              |
| Inscrits       | Inscrits               | Inscrits       | 7 748        | 100,00       |
| Abstention     | Abstention             | Abstention     | 3 743        | 48,31        |
| Votants        | Votants                | Votants        | 4 005        | 51,69        |
| Blancs et nuls | Blancs et nuls         | Blancs et nuls | 584          | 14,58        |
| Exprimés       | Exprimés               | Exprimés       | 3 421        | 85,42        |

*sortant

### Canton du Lorrain
| Candidats      | Candidats                        | Étiquette      | Premier tour | Premier tour | Second tour | Second tour |
| Candidats      | Candidats                        | Étiquette      | Voix         | %            | Voix        | %           |
| -------------- | -------------------------------- | -------------- | ------------ | ------------ | ----------- | ----------- |
|                | Philippe Guy Annonay             | DVD            | 1 664        | 44,71        | 1 669       | 37,97       |
|                | Justin Pamphile                  | DVG            | 1 505        | 40,44        | 2 727       | 62,03       |
|                | Claude Alain Genevieve-Anastasie | PS             | 314          | 8,44         |             |             |
|                | Éric Eugène Macni                | DVG            | 239          | 6,42         |             |             |
|                |                                  |                |              |              |             |             |
| Inscrits       | Inscrits                         | Inscrits       | 6 118        | 100,00       | 2 017       | 100,00      |
| Abstention     | Abstention                       | Abstention     | 2 142        | 35,01        | 1 602       | 26,19       |
| Votants        | Votants                          | Votants        | 3 976        | 64,99        | 4 516       | 73,81       |
| Blancs et nuls | Blancs et nuls                   | Blancs et nuls | 254          | 6,39         | 120         | 2,66        |
| Exprimés       | Exprimés                         | Exprimés       | 3 722        | 93,61        | 4 396       | 97,34       |

### Canton de Macouba
| Candidats      | Candidats               | Étiquette      | Premier tour | Premier tour | Second tour | Second tour |
| Candidats      | Candidats               | Étiquette      | Voix         | %            | Voix        | %           |
| -------------- | ----------------------- | -------------- | ------------ | ------------ | ----------- | ----------- |
|                | Joachim Bouquety        | DVG            | 528          | 37,85        | 785         | 47,63       |
|                | Sainte-Rose Cakin*      | UMP            | 477          | 34,19        | 863         | 52,37       |
|                | Ernest Gérard Dehauteur | DVD            | 276          | 19,78        | Retrait     | Retrait     |
|                | Tite Rigobert Marcho    | DVG            | 114          | 8,17         |             |             |
|                |                         |                |              |              |             |             |
| Inscrits       | Inscrits                | Inscrits       | 2 017        | 100,00       | 2 025       | 100,00      |
| Abstention     | Abstention              | Abstention     | 578          | 28,66        | 344         | 16,99       |
| Votants        | Votants                 | Votants        | 1 439        | 71,34        | 1 681       | 83,01       |
| Blancs et nuls | Blancs et nuls          | Blancs et nuls | 44           | 3,06         | 33          | 1,96        |
| Exprimés       | Exprimés                | Exprimés       | 1 395        | 96,94        | 1 648       | 98,04       |

*sortant

### Canton du Marigot
| Candidats      | Candidats          | Étiquette      | Premier tour | Premier tour |
| Candidats      | Candidats          | Étiquette      | Voix         | %            |
| -------------- | ------------------ | -------------- | ------------ | ------------ |
|                | Ange Lavenaire*    | DVG            | 1 044        | 63,74        |
|                | Jean Guy Neizelien | DVD            | 594          | 36,26        |
|                |                    |                |              |              |
| Inscrits       | Inscrits           | Inscrits       | 3 033        | 100,00       |
| Abstention     | Abstention         | Abstention     | 1 246        | 41,08        |
| Votants        | Votants            | Votants        | 1 787        | 58,92        |
| Blancs et nuls | Blancs et nuls     | Blancs et nuls | 149          | 8,34         |
| Exprimés       | Exprimés           | Exprimés       | 1 638        | 91,66        |

*sortant

### Canton du Prêcheur
| Candidats      | Candidats             | Étiquette      | Premier tour | Premier tour |
| Candidats      | Candidats             | Étiquette      | Voix         | %            |
| -------------- | --------------------- | -------------- | ------------ | ------------ |
|                | Marcellin Jean Nadeau | REG            | 556          | 50,68        |
|                | Michel Roger Nadeau   | UMP            | 541          | 49,32        |
|                |                       |                |              |              |
| Inscrits       | Inscrits              | Inscrits       | 1 409        | 100,00       |
| Abstention     | Abstention            | Abstention     | 290          | 20,58        |
| Votants        | Votants               | Votants        | 1 119        | 79,42        |
| Blancs et nuls | Blancs et nuls        | Blancs et nuls | 22           | 1,97         |
| Exprimés       | Exprimés              | Exprimés       | 1 097        | 98,03        |

### Canton de Rivière-Pilote
| Candidats      | Candidats               | Étiquette      | Premier tour | Premier tour |
| Candidats      | Candidats               | Étiquette      | Voix         | %            |
| -------------- | ----------------------- | -------------- | ------------ | ------------ |
|                | Lucien Thomas Adenet*   | REG            | 4 188        | 77,58        |
|                | Jean-François E Beaunol | DVD            | 948          | 17,56        |
|                | Georges Glondu          | DVG            | 262          | 4,85         |
|                |                         |                |              |              |
| Inscrits       | Inscrits                | Inscrits       | 9 703        | 100,00       |
| Abstention     | Abstention              | Abstention     | 4 041        | 41,65        |
| Votants        | Votants                 | Votants        | 5 662        | 58,35        |
| Blancs et nuls | Blancs et nuls          | Blancs et nuls | 264          | 4,66         |
| Exprimés       | Exprimés                | Exprimés       | 5 398        | 95,34        |

*sortant

### Canton de Rivière-Salée
| Candidats      | Candidats               | Étiquette      | Premier tour | Premier tour |
| Candidats      | Candidats               | Étiquette      | Voix         | %            |
| -------------- | ----------------------- | -------------- | ------------ | ------------ |
|                | André Lesueur*          | UMP            | 2 385        | 62,43        |
|                | Vincent Louis-F Duville | REG            | 1 215        | 31,81        |
|                | Hugues Daniel Joseph    | PS             | 220          | 5,76         |
|                |                         |                |              |              |
| Inscrits       | Inscrits                | Inscrits       | 7 819        | 100,00       |
| Abstention     | Abstention              | Abstention     | 3 742        | 47,86        |
| Votants        | Votants                 | Votants        | 4 077        | 52,14        |
| Blancs et nuls | Blancs et nuls          | Blancs et nuls | 257          | 6,30         |
| Exprimés       | Exprimés                | Exprimés       | 3 820        | 93,70        |

*sortant

### Canton du Robert-1-Sud
| Candidats      | Candidats                    | Étiquette      | Premier tour | Premier tour |
| Candidats      | Candidats                    | Étiquette      | Voix         | %            |
| -------------- | ---------------------------- | -------------- | ------------ | ------------ |
|                | Alfred Monthieux*            | DVG            | 2 145        | 61,16        |
|                | Jean-Luc Barthé Boutant      | DVG            | 466          | 13,29        |
|                | Marie Claudine Jean-Theodore | DVD            | 301          | 8,58         |
|                | Léon Cyprien Seveur          | EXG            | 298          | 8,50         |
|                | Emmanuel Emma Marie-Luce     | DVG            | 194          | 5,53         |
|                | Yves Denis Thimon            | REG            | 103          | 2,94         |
|                |                              |                |              |              |
| Inscrits       | Inscrits                     | Inscrits       | 7 213        | 100,00       |
| Abstention     | Abstention                   | Abstention     | 3 411        | 47,29        |
| Votants        | Votants                      | Votants        | 3 802        | 52,71        |
| Blancs et nuls | Blancs et nuls               | Blancs et nuls | 295          | 7,76         |
| Exprimés       | Exprimés                     | Exprimés       | 3 507        | 92,24        |

*sortant

### Canton du Robert-2
| Candidats      | Candidats                 | Étiquette      | Premier tour | Premier tour | Second tour | Second tour |
| Candidats      | Candidats                 | Étiquette      | Voix         | %            | Voix        | %           |
| -------------- | ------------------------- | -------------- | ------------ | ------------ | ----------- | ----------- |
|                | Belfort Paul Birota*      | DVG            | 1 620        | 44,46        | 2 653       | 64,32       |
|                | Jean-Marie Labonne        | DVD            | 1 077        | 29,56        | 1 472       | 35,68       |
|                | José Guillaume Loutoby    | DVG            | 647          | 17,76        |             |             |
|                | Hyacinthe Clave Vermignon | REG            | 300          | 8,23         |             |             |
|                | Guy-François Remer        | SE             | 0            | 0,00         |             |             |
|                |                           |                |              |              |             |             |
| Inscrits       | Inscrits                  | Inscrits       | 7 513        | 100,00       | 7 513       | 100,00      |
| Abstention     | Abstention                | Abstention     | 3 441        | 45,80        | 2 983       | 39,70       |
| Votants        | Votants                   | Votants        | 4 072        | 54,20        | 4 530       | 60,30       |
| Blancs et nuls | Blancs et nuls            | Blancs et nuls | 428          | 10,51        | 405         | 8,94        |
| Exprimés       | Exprimés                  | Exprimés       | 3 644        | 89,49        | 4 125       | 91,06       |

*sortant

### Canton de Sainte-Marie-1-Nord
| Candidats      | Candidats               | Étiquette      | Premier tour | Premier tour | Second tour | Second tour |
| Candidats      | Candidats               | Étiquette      | Voix         | %            | Voix        | %           |
| -------------- | ----------------------- | -------------- | ------------ | ------------ | ----------- | ----------- |
|                | Fred Michel Lordinot    | DVG            | 1 229        | 43,43        | 1 703       | 50,68       |
|                | François Guy Renard     | DVG            | 669          | 23,64        | 1 657       | 49,32       |
|                | Alphonse Gérard Florent | DVG            | 529          | 18,69        |             |             |
|                | Vladimir Bourgade       | DVG            | 205          | 7,24         |             |             |
|                | Dorothé Bonnialy        | DVD            | 198          | 7,00         |             |             |
|                |                         |                |              |              |             |             |
| Inscrits       | Inscrits                | Inscrits       | 6 668        | 100,00       | 6 636       | 100,00      |
| Abstention     | Abstention              | Abstention     | 3 428        | 51,41        | 2 930       | 44,15       |
| Votants        | Votants                 | Votants        | 3 240        | 48,59        | 3 706       | 55,85       |
| Blancs et nuls | Blancs et nuls          | Blancs et nuls | 410          | 12,65        | 346         | 9,34        |
| Exprimés       | Exprimés                | Exprimés       | 2 830        | 87,35        | 3 360       | 90,66       |

### Canton de Sainte-Marie-2
| Candidats      | Candidats                | Étiquette      | Premier tour | Premier tour | Second tour | Second tour |
| Candidats      | Candidats                | Étiquette      | Voix         | %            | Voix        | %           |
| -------------- | ------------------------ | -------------- | ------------ | ------------ | ----------- | ----------- |
|                | Bruno Nestor Azerot      | DVG            | 2 133        | 55,42        | 3 443       | 79,09       |
|                | Frantz Thérèse Lebon     | DVG            | 456          | 11,85        | 910         | 20,91       |
|                | François Marcel Vallade  | DVD            | 354          | 9,20         |             |             |
|                | Dominique Charl Diser    | DVD            | 283          | 7,35         |             |             |
|                | Frantz François Marliacy | PS             | 220          | 5,72         |             |             |
|                | Chantal Marcell Nepert   | DVG            | 174          | 4,52         |             |             |
|                | Magloire Bertra Bance    | REG            | 146          | 3,79         |             |             |
|                | Ernest Annery            | DVG            | 83           | 2,16         |             |             |
|                |                          |                |              |              |             |             |
| Inscrits       | Inscrits                 | Inscrits       | 9 162        | 100,00       | 9 162       | 100,00      |
| Abstention     | Abstention               | Abstention     | 4 754        | 51,89        | 4 283       | 46,75       |
| Votants        | Votants                  | Votants        | 4 408        | 48,11        | 4 879       | 53,25       |
| Blancs et nuls | Blancs et nuls           | Blancs et nuls | 559          | 12,68        | 526         | 10,78       |
| Exprimés       | Exprimés                 | Exprimés       | 3 849        | 87,32        | 4 353       | 89,22       |

### Canton de Schœlcher-1
| Candidats      | Candidats                   | Étiquette      | Premier tour | Premier tour | Second tour | Second tour |
| Candidats      | Candidats                   | Étiquette      | Voix         | %            | Voix        | %           |
| -------------- | --------------------------- | -------------- | ------------ | ------------ | ----------- | ----------- |
|                | Lucien Evariste Nolbas*     | UMP            | 1 368        | 46,51        | 1 735       | 51,54       |
|                | Yolène Denise Largen        | DVG            | 785          | 26,69        | 1 631       | 48,46       |
|                | Renaud Simplice Saint-Albin | DVD            | 438          | 14,89        |             |             |
|                | Jacques Napoly              | DVD            | 182          | 6,19         |             |             |
|                | Charles Gabriel Rano        | DVD            | 168          | 5,71         |             |             |
|                |                             |                |              |              |             |             |
| Inscrits       | Inscrits                    | Inscrits       | 6 781        | 100,00       | 6 780       | 100,00      |
| Abstention     | Abstention                  | Abstention     | 3 532        | 52,09        | 3 130       | 46,17       |
| Votants        | Votants                     | Votants        | 3 249        | 47,91        | 3 650       | 53,83       |
| Blancs et nuls | Blancs et nuls              | Blancs et nuls | 308          | 9,48         | 284         | 7,78        |
| Exprimés       | Exprimés                    | Exprimés       | 2 941        | 90,52        | 3 366       | 92,22       |

*sortant

### Canton de Schœlcher-2
| Candidats      | Candidats              | Étiquette      | Premier tour | Premier tour |
| Candidats      | Candidats              | Étiquette      | Voix         | %            |
| -------------- | ---------------------- | -------------- | ------------ | ------------ |
|                | Luc Louison Clemente * | DVG            | 1 883        | 57,99        |
|                | Éric Marc Jultat       | UMP            | 978          | 30,12        |
|                | Denis Elis Moret       | DVD            | 386          | 11,89        |
|                |                        |                |              |              |
| Inscrits       | Inscrits               | Inscrits       | 7 188        | 100,00       |
| Abstention     | Abstention             | Abstention     | 3 597        | 50,04        |
| Votants        | Votants                | Votants        | 3 591        | 49,96        |
| Blancs et nuls | Blancs et nuls         | Blancs et nuls | 344          | 9,58         |
| Exprimés       | Exprimés               | Exprimés       | 3 247        | 90,42        |

*sortant

### Canton de La Trinité
| Candidats      | Candidats             | Étiquette      | Premier tour | Premier tour |
| Candidats      | Candidats             | Étiquette      | Voix         | %            |
| -------------- | --------------------- | -------------- | ------------ | ------------ |
|                | Frédéric Buval*       | PS             | 2 385        | 68,24        |
|                | Jean-Marie Jose Telle | DVD            | 836          | 23,92        |
|                | Ernest Jean Dorsan    | DVG            | 274          | 7,84         |
|                |                       |                |              |              |
| Inscrits       | Inscrits              | Inscrits       | 8 554        | 100,00       |
| Abstention     | Abstention            | Abstention     | 4 628        | 54,10        |
| Votants        | Votants               | Votants        | 3 926        | 45,90        |
| Blancs et nuls | Blancs et nuls        | Blancs et nuls | 431          | 10,98        |
| Exprimés       | Exprimés              | Exprimés       | 3 495        | 89,02        |

*sortant

### Canton des Trois-Îlets
| Candidats      | Candidats                 | Étiquette      | Premier tour | Premier tour |
| Candidats      | Candidats                 | Étiquette      | Voix         | %            |
| -------------- | ------------------------- | -------------- | ------------ | ------------ |
|                | Arnaud Adrien René Corail | DVG            | 1 122        | 61,85        |
|                | Alex Allard-Saint-Albin   | DVG            | 316          | 17,42        |
|                | Serge Pain*               | DVG            | 268          | 14,77        |
|                | Willy Habran              | DVG            | 108          | 5,95         |
|                |                           |                |              |              |
| Inscrits       | Inscrits                  | Inscrits       | 3 850        | 100,00       |
| Abstention     | Abstention                | Abstention     | 1 901        | 49,38        |
| Votants        | Votants                   | Votants        | 1 949        | 50,62        |
| Blancs et nuls | Blancs et nuls            | Blancs et nuls | 135          | 6,93         |
| Exprimés       | Exprimés                  | Exprimés       | 1 814        | 93,07        |

*sortant

### Canton du Vauclin
| Candidats      | Candidats              | Étiquette      | Premier tour | Premier tour |
| Candidats      | Candidats              | Étiquette      | Voix         | %            |
| -------------- | ---------------------- | -------------- | ------------ | ------------ |
|                | Georges Cleon*         | PS             | 1 903        | 57,72        |
|                | Roger Zozor            | DVD            | 801          | 24,29        |
|                | Bérard Evariste Arnaud | DVD            | 593          | 17,99        |
|                |                        |                |              |              |
| Inscrits       | Inscrits               | Inscrits       | 7 297        | 100,00       |
| Abstention     | Abstention             | Abstention     | 3 720        | 50,98        |
| Votants        | Votants                | Votants        | 3 577        | 49,02        |
| Blancs et nuls | Blancs et nuls         | Blancs et nuls | 280          | 7,83         |
| Exprimés       | Exprimés               | Exprimés       | 3 297        | 92,17        |

*sortant